# 長體背燈魚
長體背燈魚（学名：[Notoscopelus elongatus] 错误：{{Lang}}：文本有斜体标记（帮助））为輻鰭魚綱燈籠魚目灯笼鱼科的其中一種。分布于地中海西部海域，為深海魚類，棲息深度45-1000公尺，體長可達10.6公分，為肉食性，以橈腳類等為食。

## 扩展阅读
維基物種上的相關：長體背燈魚